# Grupo Bartleson-Bidwell
O grupo Bartleson–Bidwell (em inglês:Bartleson–Bidwell Party) foi um grupo de imigrantes nos Estados Unidos que em 1841, sob liderança do capitão John Bartleson e de John Bidwell, se tornou no primeiro grupo de emigrantes a efetuar uma viagem por terra do Missouri para a Califórnia. Este primeiro grupo imigrante é suposto ter usado o Oregon Trail para emigrar para oeste, em busca da Califórnia, mas a meio caminho metade das pessoas deixou o grupo original em Soda Springs, no Idaho, e continuou para o vale do Willamette no Oregon, ficando as carroças em Fort Hall.